# Густафсон, Самуэль
Самуэль Густафсон (швед. Samuel Gustafson; род. 11 января 1995, Швеция) — шведский футболист, полузащитник «Хеккена» и сборной Швеции. Брат-близнец Симона Густафсона.

## Клубная карьера
Является воспитанником «Фессберга». В его составе прошёл путь от детских и юношеских команд до взрослой. 11 сентября 2010 года дебютировал за основной состав клуба в матче второго шведского дивизиона против «Хёлльвикена». В 2012 году в составе юношеской команды стал победителем Кубка Готии. В общей сложности за три года выступлений сыграл в 37 матчах за клуб и забил девять мячей.
Перед сезоном 2013 года вместе со своим братом-близнецом Симоном перешёл в «Хеккен». 23 июня того же года дебютировал в чемпионате Швеции в гостевом поединке с «Хальмстадом», появившись на поле на 77-й минуте вместо Рене Маконделе. Через три минуты после выхода на замену Густафсон забил мяч, установив окончательный счёт в игре. Весной 2016 года вместе с клубом дошёл до финала кубка страны. В решающем матче против «Мальмё» он вышел в стартовом составе. Основное и дополнительное время встречи завершилось с ничейным счётом 2:2. В серии послематчевых пенальти Густафсон реализовал свою попытку, а «Хеккен» оказался сильнее соперника и завоевал трофей.
В августе 2016 года перебрался в Италию, подписав контракт с местным «Торино». Первую игру за клуб провёл 29 ноября того же года в кубковом поединке с «Пизой». Дебют в Серии A состоялся 12 февраля 2017 года в игре очередного тура с «Пескарой». С 2018 года выступал за клубы Серии B: сначала на правах аренды за «Перуджу» и «Верону», а затем подписав полноценный контракт с «Кремонезе».
9 июля 2021 года вернулся в «Хеккен», подписав с клубом трёхлетнее соглашение.

## Карьера в сборной
Выступал за молодёжную сборную Швеции. В её составе дебютировал 27 марта 2015 года в товарищеском матче с Россией. Густафсон появился на поле на 67-й минуте вместо Арбера Зенели, а шведы разгромили соперника со счётом 4:0. В общей сложности провёл за сборную семь матчей, в которых забил два мяча.

## Личная жизнь
Его брат-близнец Симон также профессиональный футболист, выступал за национальную сборную Швеции.

## Достижения
Хеккен:
- Обладатель Кубка Швеции: 2015/16

## Клубная статистика
| Выступление      | Выступление      | Выступление      | Лига | Лига | Кубки | Кубки | Конт. кубки | Конт. кубки | Итого | Итого |
| Клуб             | Лига             | Сезон            | Игры | Голы | Игры  | Голы  | Игры        | Голы        | Игры  | Голы  |
| ---------------- | ---------------- | ---------------- | ---- | ---- | ----- | ----- | ----------- | ----------- | ----- | ----- |
| Фессберг         | Дивизион 2       | 2010             | 2    | 0    | 0     | 0     | 0           | 0           | 2     | 0     |
| Фессберг         | Дивизион 3       | 2011             | 17   | 5    | 0     | 0     | 0           | 0           | 17    | 5     |
| Фессберг         | Дивизион 2       | 2012             | 18   | 4    | 0     | 0     | 0           | 0           | 18    | 4     |
| Фессберг         | Итого            | Итого            | 37   | 9    | 0     | 0     | 0           | 0           | 37    | 9     |
| Хеккен           | Алльсвенскан     | 2013             | 2    | 1    | 1     | 0     | 0           | 0           | 3     | 1     |
| Хеккен           | Алльсвенскан     | 2014             | 21   | 3    | 3     | 2     | 0           | 0           | 24    | 5     |
| Хеккен           | Алльсвенскан     | 2015             | 27   | 5    | 5     | 1     | 0           | 0           | 32    | 6     |
| Хеккен           | Алльсвенскан     | 2016             | 17   | 3    | 6     | 0     | 2           | 0           | 25    | 3     |
| Хеккен           | Итого            | Итого            | 67   | 12   | 15    | 3     | 2           | 0           | 84    | 15    |
| Торино           | Серия A          | 2016/17          | 5    | 0    | 1     | 0     | 0           | 0           | 6     | 0     |
| Торино           | Серия A          | 2017/18          | 4    | 0    | 1     | 0     | 0           | 0           | 5     | 0     |
| Торино           | Итого            | Итого            | 9    | 0    | 2     | 0     | 0           | 0           | 11    | 0     |
| → Перуджа        | Серия B          | 2017/18          | 20   | 1    | 0     | 0     | 0           | 0           | 20    | 1     |
| → Перуджа        | Итого            | Итого            | 20   | 1    | 0     | 0     | 0           | 0           | 20    | 1     |
| → Эллас Верона   | Серия B          | 2018/19          | 31   | 1    | 2     | 0     | 0           | 0           | 33    | 1     |
| → Эллас Верона   | Итого            | Итого            | 31   | 1    | 2     | 0     | 0           | 0           | 33    | 1     |
| Кремонезе        | Серия B          | 2019/20          | 19   | 0    | 0     | 0     | 0           | 0           | 19    | 0     |
| Кремонезе        | Серия B          | 2020/21          | 33   | 0    | 2     | 0     | 0           | 0           | 35    | 0     |
| Кремонезе        | Итого            | Итого            | 52   | 0    | 2     | 0     | 0           | 0           | 54    | 0     |
| Хеккен           | Алльсвенскан     | 2021             | 4    | 0    | 0     | 0     | 0           | 0           | 4     | 0     |
| Хеккен           | Алльсвенскан     | 2022             | 15   | 0    | 0     | 0     | 0           | 0           | 15    | 0     |
| Хеккен           | Итого            | Итого            | 19   | 0    | 0     | 0     | 0           | 0           | 19    | 0     |
| Всего за карьеру | Всего за карьеру | Всего за карьеру | 235  | 23   | 21    | 3     | 2           | 0           | 258   | 26    |